# Костја Мушиди
Костја Мушиди (Укел, 18. јун 1998) је немачки кошаркаш. Игра на позицији бека, а тренутно наступа за Брауншвајг.

## Успеси

### Репрезентативни
- Кошаркашки турнир Алберт Швајцер:  2016.

### Појединачни
- Најкориснији играч Турнира Алберт Швајцер (1): 2016.